# Британська рада з класифікації фільмів

Британська рада з класифікації фільмів — (англ. British Board of Film Classification скорочено BBFC) — неурядова організація, відповідальна за національну класифікацію та цензуру фільмів та (до липня 2012 року) відеоігор у Великій Британії.

## Чинні рейтинги
Зараз BBFC видає такі сертифікати:
| Символ                                | Назва               | Опис | Настанови |
| ------------------------------------- | ------------------- | --- | --- |
| Зелений трикутник із білим U у центрі | Для усіх            | Підходить для всіх. Фільм «U» повинен бути придатним для аудиторії віком від чотирьох років.                                                                                                | Може містити нечасту дуже м’яку мову. Може містити дуже помірні згадки про секс і помірне насильство, якщо це виправдано контекстом. |
| Жовтий трикутник із PG у центрі       | Батьківський нагляд | Рекомендована присутність батьків. Деякі сцени можуть бути непридатними для маленьких дітей. Фільм можна дивитися з віку близько восьми років і старше.                                     | Може містити нецензурну лексику (часте/агресивне використання може призвести до перерахування роботи на вищу категорію) або згадки про секс/наркотики. Може містити помірне насильство, якщо це виправдано контекстом. Діти будь-якого віку без супроводу можуть дивитися, але батькам рекомендується враховувати, чи може вміст засмутити молодших або більш чутливих дітей. |
| Помаранчеве коло з 12 у центрі        | 12A                 | Кіно. підходить для дітей віком від 12 років. Особи молодше 12 років не можуть дивитися фільм 12A в кінотеатрі без супроводу дорослих.                                                      | Може містити підліткову тематику, дискримінацію, легкі наркотики, помірну лексику, помірне насильство, згадки про секс і оголене тіло. Сексуальна активність може бути коротко й непомітно зображена. Використання грубої лексики може бути дозволено залежно від частоти та способу їх використання, а також контекстуального обґрунтування. Час від часу сильне насильство може бути дозволено, якщо це виправдано контекстом. |
| Помаранчеве коло з 12 у центрі        | 12                  | Домашнє відео підходить лише для 12 років і старше. Особи молодше 12 років не можуть брати напрокат або купувати відеоролик з оцінкою «12».                                                 | Може містити підліткову тематику, дискримінацію, легкі наркотики, помірну лексику, помірне насильство, згадки про секс і оголене тіло. Сексуальна активність може бути коротко й непомітно зображена. Використання грубої лексики може бути дозволено залежно від частоти та способу їх використання, а також контекстуального обґрунтування. Час від часу сильне насильство може бути дозволено, якщо це виправдано контекстом. |
| Рожеве коло з 15 у центрі             | 15                  | Підходить тільки для 15 років і старше. Ніхто молодше 15 років не може дивитися фільм з рейтингом «15» у кінотеатрі, не можуть брати напрокат або купувати відеоролик з рейтингом 15.       | Може мати досить зрілі теми. Може містити (часто) нецензурну лексику, грубе насильство, оголене тіло без графічних деталей і важкі наркотики. Сексуальна активність може бути зображена, але без значних деталей. Сексуальне насильство може бути показано, якщо воно є стриманим і виправданим контекстом. Використання дуже грубої лексики може бути дозволено залежно від частоти та способу її використання, а також контекстуального обґрунтування. |
| Червоне коло з 18 у центрі            | 18                  | Підходить тільки для дорослих. Ніхто молодше 18 років не може дивитися фільм 18 у кінотеатрі. Жодна особа молодше 18 років не може брати напрокат або купувати відеоролик з віком 18 років. | Фільми цієї категорії не мають обмежень щодо нецензурної лексики. Зображення зловживання незаконними препаратами, як правило, дозволено, а також явні згадки про секс разом із детальним описом сексуальних дій. Сцени справжнього сексу можуть бути дозволені, якщо це виправдано контекстом (роботи сексуального характеру, що містять відверті зображення справжнього сексу, не можуть бути класифіковані як «18»). Зазвичай дозволено дуже сильне, криваве та/або садистське насильство. |
| Синій квадрат із R18 у центрі         | R18                 | Для показу лише в кінотеатрах із спеціальною ліцензією або для продажу лише в ліцензованих секс-шопах і лише для дорослих. Відеоролики R18 не можуть поставлятися поштою.                   | Роботи цієї категорії зазвичай містять відверті зображення справжнього статевого акту за згодою, сильний фетишистський матеріал, відверті анімаційні зображення або сцени певних екстремальних статевих актів. Залишається ряд матеріалів, які часто виключаються з рейтингу R18: матеріали, що порушують кримінальне законодавство (включно із Законом про непристойні публікації 1959), матеріали, які можуть заохочувати інтерес до насильницьких дій сексуального характеру, сексуальні дії без згоди, будь-який тип фізичного обмеження, реальні чи імітовані дії в сексуальному контексті, які можуть завдати серйозної фізичної шкоди, а також сексуальні погрози та приниження. У цій категорії вимагається більше скорочень, ніж у будь-якій іншій категорії. |